# Black is Beltza II: Ainhoa
Black is Beltza II: Ainhoa és una pel·lícula d'animació de thriller polític del director de cinema Fermin Muguruza. És el punt de partida de la novel·la gràfica homònima il·lustrada per Susanna Martín i la segona part de Black is Beltza (2018). La banda sonora inclou temes de grups com Kortatu, RIP, Barricada o Cicatriz. Es va estrenar al Festival Internacional de Cinema de Sant Sebastià 2022 davant de 3.000 persones que ompliren el Velòdrom d'Anoeta. En un moment de l'estrena tothom es va posar dempeus per a cantar «Lau Haizetara», el tema principal de a banda sonora original del film, que Imanol Larzabal va publicar després de tornar de l'exili. S'ha subtitulat al català.

## Argument
Ainhoa va néixer a La Paz, després que la seva mare Amanda fos assassinada en un atemptat parapolicial, i va créixer a Cuba. L'any 1988, amb 21 anys, viatja al País Basc per a descobrir la terra del seu pare Manex. Enmig d'un context repressiu i insurgent, coneix la periodista Josune i la seva colla d'amics. Quan un d'ells mor per una sobredosi d'heroïna, Ainhoa i Josune s'embarcaran en un viatge iniciàtic pel Líban, Kurdistan, Afganistan i la ciutat de Marsella. Són els últims anys de la Guerra Freda i ambdues s'endinsaran en el submón en què les xarxes de narcotràfic conviuen amb les intrigues polítiques i les drogues s'utilitzen per a la guerra bruta contra la dissidència política en contexts diversos.

## Veus[9]
- Maria Cruickshank
- Itziar Ituño Martínez
- Antonio de la Torre Martín
- Ariadna Gil
- Eneko Sagardoy Mujika
- Miren Gaztañaga
- Manex Fuchs
- Darko Perić

## Premis i reconeixements
| Any                          | Premi                                                  | Categoria                    | Nominació                 | Resultat | Ref.   |
| ---------------------------- | ------------------------------------------------------ | ---------------------------- | ------------------------- | -------- | ------ |
| 2023                         | Premis Goya                                            | Millor pel·lícula d'animació | Hugo Castro i Jone Unanua | Nominats | [ 10 ] |
| Millor pel·lícula            | Hugo Castro i Jone Unanua                              | Candidats                    |                           |          |        |
| Millor direcció              | Fermin Muguruza                                        | Candidat                     |                           |          |        |
| Millor guió original         | Fermin Muguruza, Harkaitz Cano i Isa Campo             | Candidats                    |                           |          |        |
| Millor direcció de producció | Gabriela De Sa Souza, Miren Berasategi i Octavio Nadal | Candidats                    |                           |          |        |
| Millor direcció artística    | Beñat Beitia i Pablo Javier Spurchisi                  | Candidats                    |                           |          |        |
| Millor muntatge              | Dani Azpitarte                                         | Candidat                     |                           |          |        |
| Millor so                    | Fermin Muguruza, Xanti Salvador i Víctor Sánchez       | Candidats                    |                           |          |        |
| Millors efectes especials    | Norman Ruiz                                            | Candidat                     |                           |          |        |